# 流浪の月
『流浪の月』（るろうのつき、英: The Wandering Moon）は、凪良ゆうの小説。東京創元社より単行本が2019年8月に出版された。2022年2月には、創元文芸文庫の創刊ラインナップとして文庫版が刊行された。
第17回本屋大賞受賞作。2022年5月、李相日監督による映画版が公開された。

## 概要
装幀は鈴木久美が担当している。BL作家として活動していた作者が出版した初の単行本作品であり、「一章 少女のはなし」から「終章 彼のはなし II」の全6章で構成されている
。作者は『ダ・ヴィンチ』2021年5月号のインタビューの中で、2013年に出版したBL小説『あいのはなし』をベースにした作品だと説明した。
2020年5月、コロナ禍における書店を応援するために、凪良の発案で「書店応援ペーパー」の配布企画が実施された。東京創元社・講談社・ポプラ社の合同企画で、本作の単行本か文庫本『神さまのビオトープ』（講談社タイガ）か単行本『わたしの美しい庭』（ポプラ社）のいずれかを購入した人を対象に、凪良が書き下ろした3作品の番外編の掌編を掲載したペーパーが配布された。本作の掌編「未来の月へ」は、その後加筆修正を行い、2022年に刊行された『紙魚の手帖 vol.04 APRIL 2022』に掲載された。
凪良は登場人物ごとの曲として、佐伯文に対しては七尾旅人の「8月」を、家内更紗に対しては笹川美和の「紫陽花」を挙げている。
2022年5月現在で、累計発行部数は80万部を突破している。

## あらすじ
主人公の家内更紗は、父を病で亡くし母に見捨てられ、母方の伯母の家に引き取られた。更紗は従兄（伯母の息子）の孝弘から虐待を受けており、学校が終わるといつも公園で過ごしていた。その公園には、小学生からロリコンと呼ばれる19歳の大学生・佐伯文がいた。ある日、公園では雨が降った。更紗がびしょ濡れになっているのを目にした文は、更紗に傘を差し出す。そして、引き取られている伯母の家に帰りたくないという更紗の気持ちを知り、自分のマンションに招き入れる。更紗は文のもとで2か月を過ごす。その間、更紗は行方不明の女児として、全国に実名報道されていた。そして、文と更紗が一緒に外出した先で通行人に見つかり、文は誘拐犯として逮捕されてしまう。警察官に抱えられ保護される更紗。更紗が「文と別れたくなくて」泣き叫ぶシーンは、居合わせた人の携帯電話で撮影・拡散されていった。その後更紗は「傷物にされた可哀想な女の子」、文は「ロリコンで凶悪な誘拐犯」というレッテルを貼られ続ける。二人の関係は、周囲の人たちが思うものとは全く違うものであったにも関らずに。そして事故から15年過ぎ、24歳になったある日、更紗は偶然文と再会する。
外部からは見えない真実や、恋愛でも友情でもない言い表しにくい2人の関係性が描かれている。

## 書誌情報
- 凪良ゆう『流浪の月』、東京創元社、2019年8月30日発行（2019年8月29日発売[15]）、ISBN 978-4-488-02802-2
- 凪良ゆう『流浪の月』、東京創元社〈創元文芸文庫〉、2022年2月25日発行（2022年2月26日発売[2]）、ISBN 978-4-488-80301-8

## オーディオブック

### kikubon版
2020年11月20日より、kikubonで単行本の朗読が配信された。朗読は土師亜文。また、2023年8月24日より、kikubonで創元文芸文庫版の朗読が配信された。朗読は浅井晴美。

### audiobook.jp版
2023年5月19日より、audiobook.jpで配信された。audiobook.jpのユーザーによる投票で決定する「オーディオブック大賞2023」で、文芸部門の大賞を受賞した。
- 家内更紗：大空直美[20]
- 佐伯文：小林千晃[20]
- 中瀬亮：木島隆一[20]
- 安西梨花：関根瞳[20]
- 安西佳菜子：幸村恵理[20]
- 谷あゆみ：依田菜津[20]
- 母：加隈亜衣[20]
- 父：唐戸俊太郎[20]
- 叔母：進藤亜由美[20]
- 叔父：菊地達弘[20]
- 泉：渡瀬結月[20]
- 店長：吉野光成[20]
- 阿方：利根健太朗[20]

## 映画
2022年5月13日に公開。監督は李相日、主演は広瀬すずと松坂桃李。UNO-FILMS製作第1弾作品。原作のプロローグとエピローグがほぼ省略されている一方で、原作にない「ポー詩集」からの長い引用が追加されている。文が逮捕される場面は動物園から公園の池に変更されている。

### キャスト
- 家内更紗：広瀬すず（幼少期：白鳥玉季[23]）
- 佐伯文：松坂桃李（中学生時：中田昊成[24]）
- 中瀬亮：横浜流星[25]
- 谷あゆみ：多部未華子[26]
- 安西梨花：増田光桜[23]
- 平光[27]：小林由梨[28]
- 米山有紀：森レイ子[29]
- 酒井[27]：永井ちひろ[30]
- 亮の父[31]：伊藤洋三郎[32]
- 叔母[33]：赤間麻里子[34][35]
- 叔父[36]：山崎直樹[37]
- 野澤泉：上原実矩[38]
- 日野：呉城久美[39]
- 安西佳菜子：趣里[23]
- 湯村：三浦貴大[23]
- 佐伯音葉：内田也哉子[23]
- 阿方：柄本明[23]

### スタッフ
- 原作：凪良ゆう『流浪の月』（東京創元社刊）
- 監督・脚本：李相日
- 撮影監督：ホン・ギョンピョ[40]
- 音楽：原摩利彦
- 製作総指揮：宇野康秀
- 製作エグゼクティブ：依田巽
- 製作：森田篤
- プロデューサー：朴木浩美
- エグゼクティブプロデューサー：小竹里美、髙橋尚子、堀尾星矢
- ラインプロデューサー：山本礼二
- 美術：種田陽平[40]、北川深幸
- 照明：中村裕樹
- 音響：白取貢
- 音響効果：柴崎憲治
- 編集：今井剛
- 装飾：西尾共未、高畠一郎
- キャスティングディレクター：元川益暢
- 衣装デザイン：小川久美子
- ヘアメイク：豊川京子
- 制作担当：多賀典彬
- 助監督：竹田正明
- 韓国コーディネーター：
- 音楽プロデューサー：杉田寿宏
- 宣伝プロデューサー：依田苗子、新田晶子
- 共同製作・配給：ギャガ[5]
- 共同製作：UNITED PRODUCITONS[5]
- 企画・製作幹事・制作プロダクション：UNO-FILMS[5]
- 製作：「流浪の月」製作委員会（UNO-FILMS、ギャガ、UNITED PRODUCTIONS）

### 関連書籍
- 凪良ゆう（原作）・李相日（脚本）『流浪の月 シナリオブック』、東京創元社〈創元文芸文庫〉、2022年6月10日発行（2022年6月13日発売[41]）、ISBN 978-4-488-80303-2

### 受賞
- 第14回TAMA映画賞[42]
  - 最優秀男優賞（松坂桃李）
  - 最優秀女優賞（広瀬すず）
  - 最優秀新進男優賞（横浜流星） - 『アキラとあきら』『嘘喰い』『あなたの番です 劇場版』『DIVOC-12』とあわせて。
- 第47回報知映画賞 助演男優賞（横浜流星）[43]
- ELLE CINEMA AWARDS 2022 エル ベストアクトレス賞（広瀬すず）[44]
- 第35回日刊スポーツ映画大賞・石原裕次郎賞 監督賞（李相日）[45]
- 第46回日本アカデミー賞[46]
  - 優秀作品賞
  - 優秀主演男優賞（松坂桃李）
  - 優秀主演女優賞（広瀬すず）
  - 優秀助演男優賞（横浜流星）
  - 優秀撮影賞（ホン・ギョンピョ）
  - 優秀照明賞（中村裕樹）